# 加比·辛普森
加比·辛普森（英語：Gabi Simpson，1992年10月17日—），澳大利亚女子篮网球运动员。她曾代表澳大利亚国家队参加2018年英联邦运动会篮网球比赛，获得一枚银牌。